# تپه دهنه
تپه دهنه مربوط به هزاره اول قبل از میلاد است و در شهرستان قزوین، بخش مرکزی، روستای رشتقوان واقع شده و این اثر در تاریخ ۲۵ اسفند ۱۳۸۰ با شمارهٔ ثبت ۵۴۷۳ به‌عنوان یکی از آثار ملی ایران به ثبت رسیده است.